# Малиновка (Наровчатский район)
Малиновка — упразднённая в 2005 году деревня в Наровчатском районе Пензенской области России. На момент упразднения входила в состав Виляйского сельсовета.

## География
Урочище находится в северо-западной части Пензенской области, в пределах западного склона Приволжской возвышенности, в лесостепной зоне, на левом берегу реки Каурец, на расстоянии примерно 14 километров (по прямой) к юго-западу от села Наровчат, административного центра района.

## История
Основана в период между 1675 и 1680 годами солдатами Московского выборного полка. С 1780 года вошла в состав Наровчатского уезда. По состоянию на 1912 год в Вонючке имелось 69 дворов. Население деревни того периода составляло 458 человек.
Постановлением Средневолжского краевого исполкома от 4 февраля 1933 года «посёлок Ванючка Каурецкого сельсовета» был переименован в Малиновку по близлежащему оврагу Малиновый Куст. Однако фактически переименование не состоялось. 20 февраля 1952 года решением Пензенского областного исполнительного комитета «д. Ванючки Каурецкого сельсовета» была переименована в Андреевку в честь ее уроженца, Героя Советского Союза Андрея Алексеевича Милованова (1912—1984), однако Президиум Верховного Совета РСФСР отклонил предложение облисполкома, на основании запрета называть в честь ныне здравствующих лиц населённые пункты. Указом ПВС РСФСР от 12 июня 1952 года селение стало называться Малиновкой.
В 1955 году действовал колхоз имени Кирова.
Упразднена в феврале 2005 года как фактически не существующая.